# Ковалёв, Алексей Вячеславович
Алексе́й Вячесла́вович Ковалёв (род. 24 февраля 1973, Тольятти, Куйбышевская область) — советский и российский хоккеист, правый нападающий, после завершения карьеры игрока — тренер. 
Олимпийский чемпион 1992 года, обладатель Кубка Стэнли 1994 года (первый из российских хоккеистов вместе с Александром Карповцевым, Сергеем Зубовым и Сергеем Немчиновым).
Занимает второе место (после Александра Овечкина) среди российских хоккеистов по количеству матчей в регулярных чемпионатах НХЛ (1316), пятое место по количеству очков (1029), 7-е место по голам (430), 6-е по передачам (599). Стал третьим из россиян, набравшим 1000 очков в регулярных чемпионатах НХЛ (после Сергея Фёдорова и Александра Могильного).
Ковалёв — второй самый юный хоккеист, выигравший олимпийское золото (18 лет и 349 дней), уступая среди мужчин только британцу Джеку Килпатрику, ставшему чемпионом в 1936 году в возрасте 18 лет и 214 дней.

## Биография

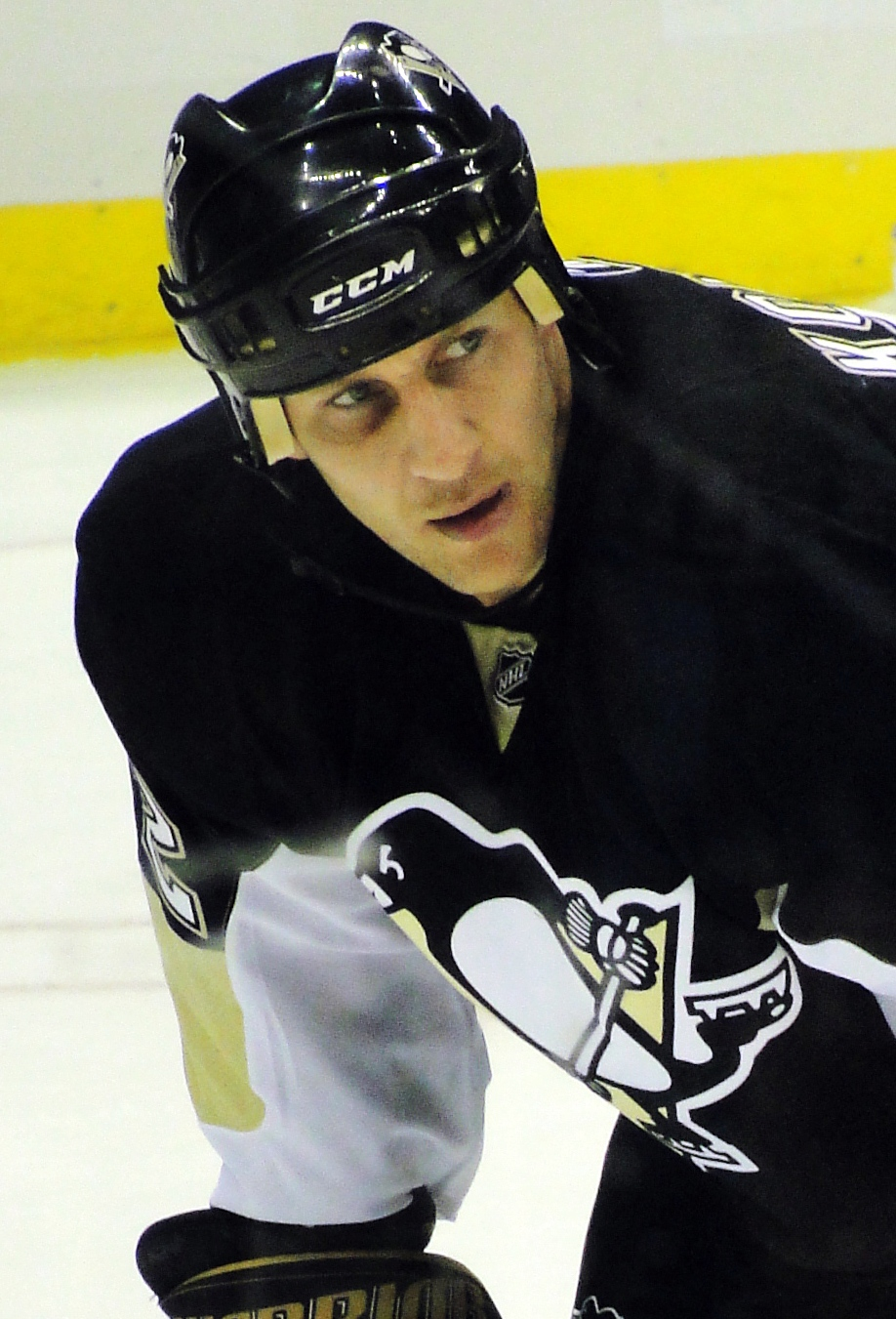
Ковалёв в составе «Питтсбург Пингвинз» в 2011 году

Родился, вырос и начал заниматься хоккеем в Тольятти. Его первым тренером был заслуженный тренер России Владимир Гуженков.
На драфте НХЛ 1991 года был выбран в 1 раунде под общим 15 номером клубом «Нью-Йорк Рейнджерс». Ковалёв стал первым россиянином, задрафтованным в первом раунде.
25 ноября 1998 года обменян в «Питтсбург Пингвинз». 10 февраля 2003 года обменян в «Нью-Йорк Рейнджерс». 2 марта 2004 года обменян в «Монреаль Канадиенс». 6 июля 2009 года подписан на два года в «Оттава Сенаторз». 25 февраля 2011 года обменян «Оттавой» в «Питтсбург» на условный драфт-пик в седьмом раунде. Таким образом, 38-летний Ковалёв вернулся в клуб, за который выступал с 1998 по 2003 год. Последним его клубом в НХЛ стал «Флорида Пантерз».
12 декабря 2009 года забросил три шайбы в ворота «Каролины», и вторая шайба стала для Ковалёва 400-й в регулярных чемпионатах НХЛ.
Занимает второе место среди россиян по количеству матчей в регулярных сезонах НХЛ (1316 игр, входит в топ-70 по этому показателю в истории НХЛ), пятое место по набранным очкам (после Александра Овечкина, Сергея Фёдорова, Евгения Малкина и Александра Могильного), шестое место по заброшенным шайбам (после Александра Овечкина, Фёдорова, Могильного, Ильи Ковальчука и Павла Буре), шестое по количеству передач (после Сергея Фёдорова, Евгения Малкина, Александра Овечкина, Сергея Зубова и Павла Дацюка), третье место по штрафным минутам (после Андрея Назарова и Дарюса Каспарайтиса).
В матчах плей-офф НХЛ занимает пятое место среди россиян по заброшенным шайбам (после Александра Овечкина, Евгения Малкина, Никиты Кучерова и Сергея Фёдорова), 7-е место по набранным очкам.
С 29 июля 2011 года по 28 февраля 2012 года игрок подмосковного «Атланта». Контракт был подписан на два года, но менее чем через год руководство мытищинского клуба объявило игроку о том, что не намерено продолжать с ним сотрудничество в ходе начинающихся через сутки игр плей-офф.
В 2014 году объявил о завершении карьеры хоккеиста и о намерении стать профессиональным игроком в гольф.
23 марта 2016 года назначен спортивным директором швейцарского ХК «Фисп».
Последний раз он сыграл в сезоне 2013/14 в «Фиспе», после завершения карьеры работал в клубе спортивным директором. 18 октября 2016 года Ковалёв возобновил карьеру в швейцарском «Фиспе». 43-летний форвард вышел на лёд в матче второго дивизиона против ЕВЗ «Академия».
20 июля 2020 было объявлено о назначении Алексея Ковалёва на должность главного тренера «Куньлунь Ред Стар».
1 июня 2023 года вошёл в тренерский штаб Алексея Жамнова в московском «Спартаке».

## Награды
- Чемпион СССР, 1991, 1992
- Олимпийский чемпион, 1992 (сборная СНГ)
- Заслуженный мастер спорта СССР (1992)
- Обладатель Кубка Стэнли, 1994 («Нью-Йорк Рейнджерс»)
- Бронзовый призёр Олимпиады, 2002 (сборная России)
- Участник матча «Всех звёзд» НХЛ (3 раза)
- Бронзовый призёр чемпионата мира, 2005 (сборная России)
- MVP матча всех звёзд НХЛ 2009
- Победитель второго дивизиона чемпионата Швейцарии 2014 («Фисп»)

## Статистика
| Легенда | Легенда                    | Легенда | Легенда                   | Легенда | Легенда    |
| ------- | -------------------------- | ------- | ------------------------- | ------- | ---------- |
| И       | Количество проведённых игр | Штр     | Штрафное время            | +/−     | Плюс-минус |
| Г       | Голы                       | П       | Голевые передачи          | О       | Очки       |
| -       | Статистика неизвестна      | —       | Статистика не учитывалась |         |            |